# Tubercularia lateritia
Tubercularia lateritia är en svampart som först beskrevs av Miles Joseph Berkeley, och fick sitt nu gällande namn av Seifert 1985. Tubercularia lateritia ingår i släktet Tubercularia och familjen Nectriaceae.   Inga underarter finns listade i Catalogue of Life.